# Religiose della Sacra Famiglia
Le Religiose della Sacra Famiglia (in francese Religieuses de la Sainte-Famille d'Helmet) sono un istituto religioso femminile di diritto pontificio: le suore di questa congregazione pospongono al loro nome la sigla R.S.F.H.

## Storia
Le origini della congregazione risalgono al 1829, quando le tre sorelle Rosalie, Mélanie ed Henriette van Biervliet aprirono una scuola a Tielt: per dare stabilità all'opera, le van Biervliet si rivolsero al vescovo di Bruges, Jean-Baptiste Malou, che il 3 giugno 1856 costituì la comunità di insegnanti in congregazione religiosa.
Le religiose aprirono presto scuole in numerose località del Belgio (nel 1891 ad Helmet, che divenne casa-madre della congregazione) e nel 1896 aprirono la prima filiale all'estero, in Guatemala.
L'istituto ricevette il pontificio decreto di lode il 18 aprile 1904 e le sue costituzioni ottennero l'approvazione definitiva nel 1938.

## Attività e diffusione
Le suore si dedicano essenzialmente all'istruzione e all'educazione cristiana della gioventù.
Oltre che in Belgio, le suore sono presenti in Repubblica Democratica del Congo, Guatemala e Ruanda; la sede generalizia è a Bruxelles.
Alla fine del 2011 la congregazione contava 150 religiose in 25 case.